# Gabtiari
Gabtiari (auch: Gaptiari, Gaptchiairi, Gaptchiari, Gaptyari, Gobtiyar) ist ein Dorf in der Stadtgemeinde Maïné-Soroa in Niger.

## Geographie
Das von einem traditionellen Ortsvorsteher (chef traditionnel) geleitete Dorf liegt rund 13 Kilometer nordöstlich des urbanen Zentrums von Maïné-Soroa, das zum gleichnamigen Departement Maïné-Soroa in der Region Diffa gehört. Zu den Siedlungen in der näheren Umgebung von Gabtiari zählt Maï Lawan im Süden. Das Dorf befindet sich in der Zone der fruchtbaren Mulden von Maïné-Soroa. Es ist außerdem Teil der 860.000 Hektar großen Important Bird Area des Graslands und der Feuchtgebiete von Diffa. Zu den in der Zone beobachteten Vogelarten zählen Arabientrappen, Beaudouin-Schlangenadler, Braunrücken-Goldsperlinge, Fuchsfalken, Nordafrikanische Lachtauben, Nubiertrappen, Prachtnachtschwalben, Purpurglanzstare, Rothalsfalken, Sperbergeier und Wüstenspechte als ständige Bewohner sowie Rötelfalken, Steppenweihen und Uferschnepfen als Wintergäste.

## Geschichte
Infolge des Konflikts mit der Terrorgruppe Boko Haram waren bis Ende 2014 rund 150.000 Menschen aus Nigeria geflüchtet: annähernd 100.000 nach Niger, 37.000 nach Kamerun und 17.000 nach Tschad. Niger gewährte allen Personen, die aus den Bundesstaaten Adamawa, Borno und Yobe in Nigeria ins Land gekommen waren, automatisch Asyl. Die Regierung Nigers entschied Ende 2014 in Gabtiari und zwei weiteren Orten in der Region Diffa Lager für diese Menschen einzurichten. Im ersten Halbjahr 2019 stellte die Internationale Rotkreuz- und Rothalbmond-Bewegung den Dörfern Gabtiari, Djadjiri Canada, Foulatari 1 und Foulatari Barka 200 Tonnen Hirse zur Verfügung. Damit sollte die Lebensmittelversorgung von 14.000 Vertriebenen und lokal ansässigen Bedürftigen unterstützt werden.

## Bevölkerung
Bei der Volkszählung 2012 hatte Gabtiari 173 Einwohner, die in 26 Haushalten lebten. Bei der Volkszählung 2001 betrug die Einwohnerzahl 104 in 18 Haushalten und bei der Volkszählung 1988 belief sich die Einwohnerzahl auf 81 in 17 Haushalten.

## Wirtschaft und Infrastruktur
Mit einem Centre de Santé Intégré (CSI) ist ein Gesundheitszentrum im Ort vorhanden. Es gibt eine Schule.